# Turmion Kätilöt

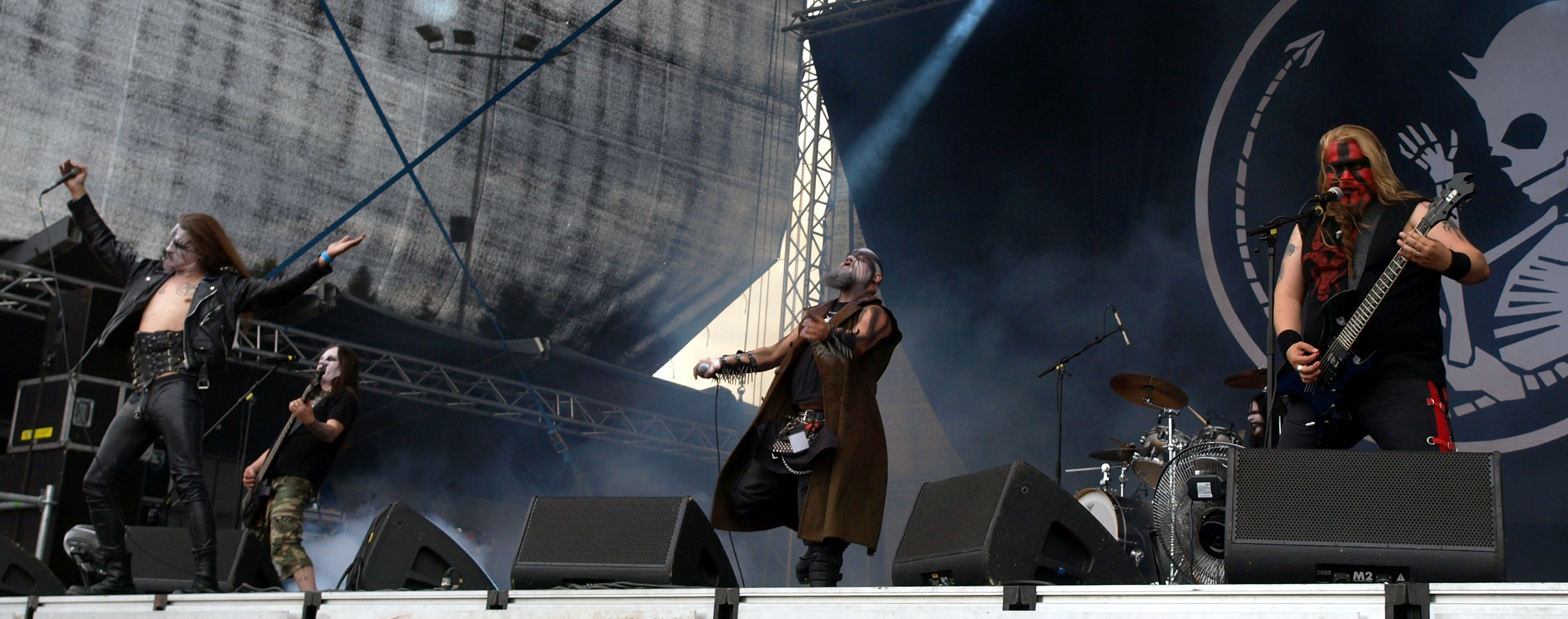
Myötätuulirock 2011

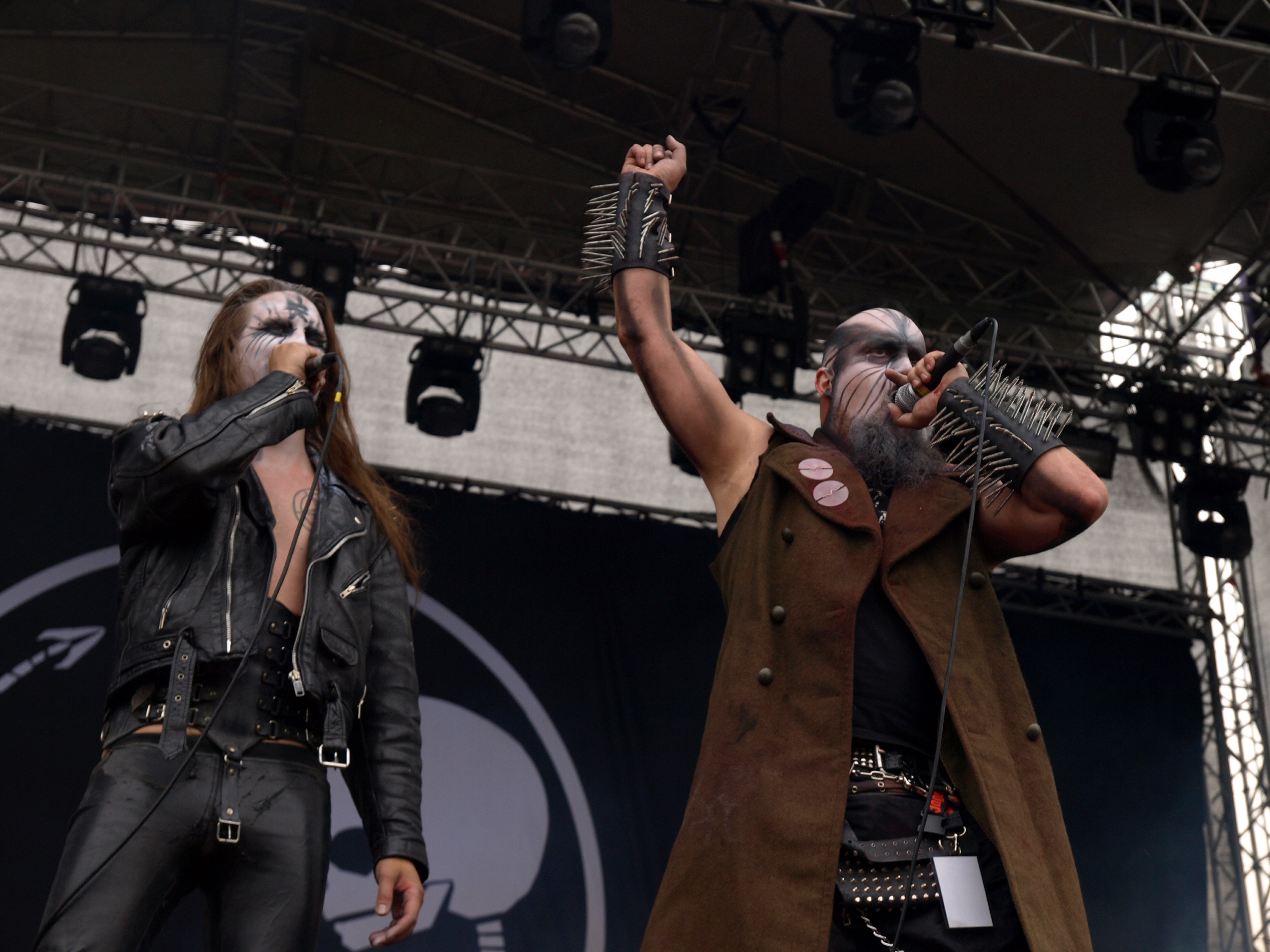
Spellgoth, MC Raaka Pee

Turmion Kätilöt är ett finländskt industrimetalband som sjunger på finska. Bandet bildades 2003 av bandets båda sångare, MC Raaka Pee och DJ Vastapallo.
År 2009 lämnade DJ Vastapallo bandet och blev ersatt av Spellgoth. Men i februari 2017 lämnade även Spellgoth bandet, men fortsätter som bandets grafiker.
Namnet Turmion Kätilöt betyder ungefär Förstörelsens barnmorskor.
Turmion Kätilöt ligger på skivbolaget Spinefarm Records.

## Bandmedlemmar
- MC Raaka Pee – sång
- Master Bates – bas
- DQ – trummor
- RunQ – keyboards
- Bobby Undertaker – gitarr
- Spellgoth – gitarr och back-up-sång

## Diskografi

### Album
- 2004 – Hoitovirhe
- 2005 – Niuva 20 (EP)
- 2006 – Pirun nyrkki
- 2008 – Usch!
- 2011 – Perstechnique
- 2013 – Technodiktator
- 2015 – Diskovibrator
- 2017 – Dance Panique
- 2018 – Universal Satan
- 2020 – Global Warming

### Singlar
- Teurastaja
- Verta ja lihaa (innehåller en cover på Sielun Veljets låt Volvot ulvoo kuun savuun som b-sida)
- Pirun nyrkki
- Minä määrään